# Артемьев, Павел Артемьевич (певец)
Па́вел Арте́мьевич Арте́мьев (род. 28 февраля 1983, Оломоуц, Чехословакия) — российский певец, композитор, музыкант, актёр, клавишник, гитарист, бас-гитарист. Автор песен и продюсер рок-группы «ARTEMIEV», бывший солист группы «Корни». Является актёром московского театра «Практика». учился в музыкальной школе имени Гнессиных (МССМШ им. Гнесиных). Окончил отделение Миланской консерватории имени Джузеппе Верди по классу тромбона.

### Ранние годы
Родился 28 февраля 1983 года в городе Оломоуц (Чехословакия, ныне в Чехии). Мать — Галина Артемьева (р. 1950) — писательница. Отец — Артём Артемьев — военный врач. Отчим — пианист Константин Лифшиц (р. 1976). Старший брат — Захар Артемьев (род. 21 марта 1978) — журналист и писатель, работал в «Российской газете».. Племянник — Лука (род. 20 мая 2005), сын телеведущей Тутты Ларсен и Захара. Сестра — Ольга Артемьева — член союза писателей, поэт, автор нескольких поэтических сборников.
В Италии окончил отделение Миланской консерватории им. Джузеппе Верди в городе Комо по классу тромбона. Переехал в Москву, где поступил в Институт стран Азии и Африки, специализировался в японском языке. Проучился там два года — изучение японского требовало слишком много времени.

### Карьера
Свою первую песню написал в 13 лет. Снимался в молодёжных журналах как модель, участвовал в показе Вивьен Вествуд, а также снялся в клипе Земфиры на песню «Трафик». В 2002 году прошёл кастинг на «Фабрику Звёзд 1». Во время проекта продюсер Игорь Матвиенко организовал группу «Корни», одним из солистов которой и являлся Артемьев. Популярность ему принесла песня «Понимаешь», спетая в дуэте с будущей солисткой группы «Фабрика» Ириной Тоневой.
Летом 2008 года снялся в фильме «Доброволец», роль в котором ему предложил режиссёр Эдуард Бояков. В марте 2009 года начались репетиции спектакля «Жизнь удалась» в московском театре «Практика» с его участием. Премьера спектакля состоялась в мае 2009 года.
В ноябре 2009 года начал выступать как вокалист кавер-группы «Rookie Crew» (играет на мелодике и тромбоне). Вместе с группой выступал на сцене таких клубов как «Солянка», «16 ТОНН», «Лебединое озеро». В декабре 2009 года начал выступать как диджей и участник супергруппы «Rookie Crew» в группе «Pussycat Balls».
28 февраля 2010 года в клубе «Солянка» представил группу 21GRAMM. В скором времени группа сменила название на Artemiev. Летом этого года покинул группу «Корни» по причине истечения контракта. Стал заниматься музыкальной и театральной деятельностью. В июле того же года представил два сингла «Кругами» и «Simptom of life» в рамках сольного проекта «ARTEMIEV».
20 октября того же года состоялся первый сольный концерт группы «Artemiev» на сцене клуба «16 тонн». Этот концерт стал так же презентацией группы широкой общественности.
29 января 2011 в московском театре-студии ИРТ состоялась премьера спектакля «…Пока смерть не разлучит нас…» по пьесе итальянского драматурга Альдо Николаи «Любовь до гроба» режиссёра В. Лезиной с Павлом Артемьевым, Александром Асташенком, Викторией Лёзиной в главных ролях.
В 2011 году в театре «Практика» состоялись две премьеры с участием Артемьева — поэтический спектакль «Стихи про Москву» и «Жара» по пьесе Наталии Мошиной.
28 февраля 2012 года состоялась премьера киноальманаха «Astra, I love you», где в новелле «Акварель» сыграл роль художника. В 2012 году вышел на сцену московского «Политеатра» в поэтическом спектакле «Вера Полозкова. Избранные» вместе с Верой Полозковой, Алисой Гребенщиковой и Михаилом Козыревым.
В 2013 году снялся в фильме «Интимные места» режиссёра Натальи Меркуловой в роли мага.
В 2015 году прошёл обучение на актёрских курсах Иваны Чаббак в Лос-Анджелесе.
В 2018 году принял участие в концерте-посвящении Юрию Чернавскому «Возвращение на Банановые острова».
В мае 2023 года состоялась премьера спектакля Романа Шаляпина «Не могу приехать. Цветет миндаль». Постановка вышла к 90-летию со дня рождения Андрея Вознесенского. Молодого поэта на сцене воплотил Павел Артемьев, а его супругу сыграла Дарья Повереннова.
28 февраля 2024 года в клубе «16 Тонн» группа ARTEMIEV отметила день рождения своего фронтмена.
4 апреля 2024 года состоялась премьера полноформатного альбома коллектива, получившего название «Красный». Как пояснил Павел, это цвет, который одновременно предупреждает нас об опасности и олицетворяет предрассветное небо. Песни Memento и «Друг друга» группа посвятила умершему гитаристу Антону Хабибулину.
20 апреля 2024 года на телеканале 2х2 состоялась премьера мультсериала «Внутренняя Мимперия», в котором Павел Артемьев озвучил главного героя — Пандыча.
26 апреля 2024 года группа Artemiev впервые выступила в океанариуме на ВДНХ.

## Участники коллектива
- Павел Артемьев — вокал, клавиши, акустическая гитара, электрогитара, бас-гитара, автор.
- Сергей Хащевский — муг, синтезатор, автор.
- Олег Занин — барабаны.

## Работы

### Фильмография
- 2007 — Первый дома — камео
- 2007 — Счастливы вместе — камео
- 2007 — Дочки-матери — камео
- 2008 — Клуб — камео
- 2008 — Красота требует — камео
- 2009 — В гостях у сказки (не был завершен) — отец Иоанн
- 2009 — Доброволец — Скил
- 2012 — Astra, я люблю тебя — Бобровский, художник
- 2012 — Развод — Саша, сотрудник издательства
- 2012 — Не женская игра — Феликс
- 2013 — Рождения день (к/м) — Артём
- 2013 — Интимные места — фокусник
- 2013 — Любит не любит — Сева
- 2014 — Татьянина ночь — Пётр, музыкант группы «Хроно»
- 2015 — Бегущая от любви — Егор Ваевич
- 2017 — Закон каменных джунглей — опер
- 2017 — Воротничок — Антон, ухажёр Оли
- 2017 — Отель Элеон — Данила
- 2017 — Черти — Черт
- 2018 — Под звуком / Underneath the Sound (к/м) — Бастиан
- 2020 — Мёртвые души — казак Поцелуев
- 2021 — Историк — Андрей Викторович Изворин, историк и художник
- 2024 — Развод по расчету - Игорь

## Дискография

### В составе группы Корни
- 2003 — Навека
- 2005 — Дневники

### В составе группы ARTEMIEV
- 2013 — Artemiev (LP)
- 2014 — Акме (EP)
- 2014 —  Друг (EP)
- 2016 — Symptom Of Life (EP)
- 2017 — Канун конца начала (LP)
- 2018 — Акустика на Марсе (EP)
- 2018 — Сизигия (LP)
- 2019 — Квартирник в Сизигии (LIVE)
- 2021 — + (плюс) (LP)
- 2024 — Красный (LP)
- 2024 — Концерт в центре Мира (LIVE)

## Видеоклипы
В составе группы Корни
- 2003 — «Я теряю корни»
- 2003 — «Плакала берёза»
- 2003 — «Ты узнаешь её»
- 2004 — «С днём рождения, Вика!»
- 2004 — «С Новым годом, люди!»
- 2005 — «25-й этаж»
- 2005 — «Снова в школу»
- 2005 — «Хочешь, я тебе спою»
- 2007 — «Ей везёт»
- 2009 — «Лепесток»
- 2010 — «Не может быть»

В составе группы ARTEMIEV
- 2012 — «Многоэтажки»
- 2012 — «Иди своей дорогой»
- 2012 — «В улыбках»
- 2012 — «Виды»
- 2012 — «Театр теней»
- 2014 — «Против толпы»
- 2016 — «За тобой пришли»
- 2017 — «Быть»
- 2017 — «Колыбельная»
- 2017 — «До свидания»
- 2017 — «Сердце»
- 2018 — «На тайгу»
- 2018 — «Я останусь»
- 2019 — «Дождями»
- 2019 — «Скажу тебе прямо»
- 2019 — «Короткие сны»
- 2020 — «В янтаре»
- 2021 — «Мы станем одним»
- 2023 — «140»
- 2023 — «Время»
- 2025 — «Красный»